# Zhenping (socken)
Zhenping (kinesiska: 镇坪乡, 镇坪) är en socken i Kina. Den ligger i provinsen Sichuan, i den sydvästra delen av landet, omkring 180 kilometer norr om provinshuvudstaden Chengdu. Antalet invånare är 3 393. Befolkningen består av 1 681 kvinnor och 1 712 män. Barn under 15 år utgör 22,0 %, vuxna 15-64 år 70 %, och äldre över 65 år 6,0 %.
Genomsnittlig årsnederbörd är 973 millimeter. Den regnigaste månaden är juli, med i genomsnitt 191 mm nederbörd, och den torraste är december, med 4 mm nederbörd.